# 东方-2018

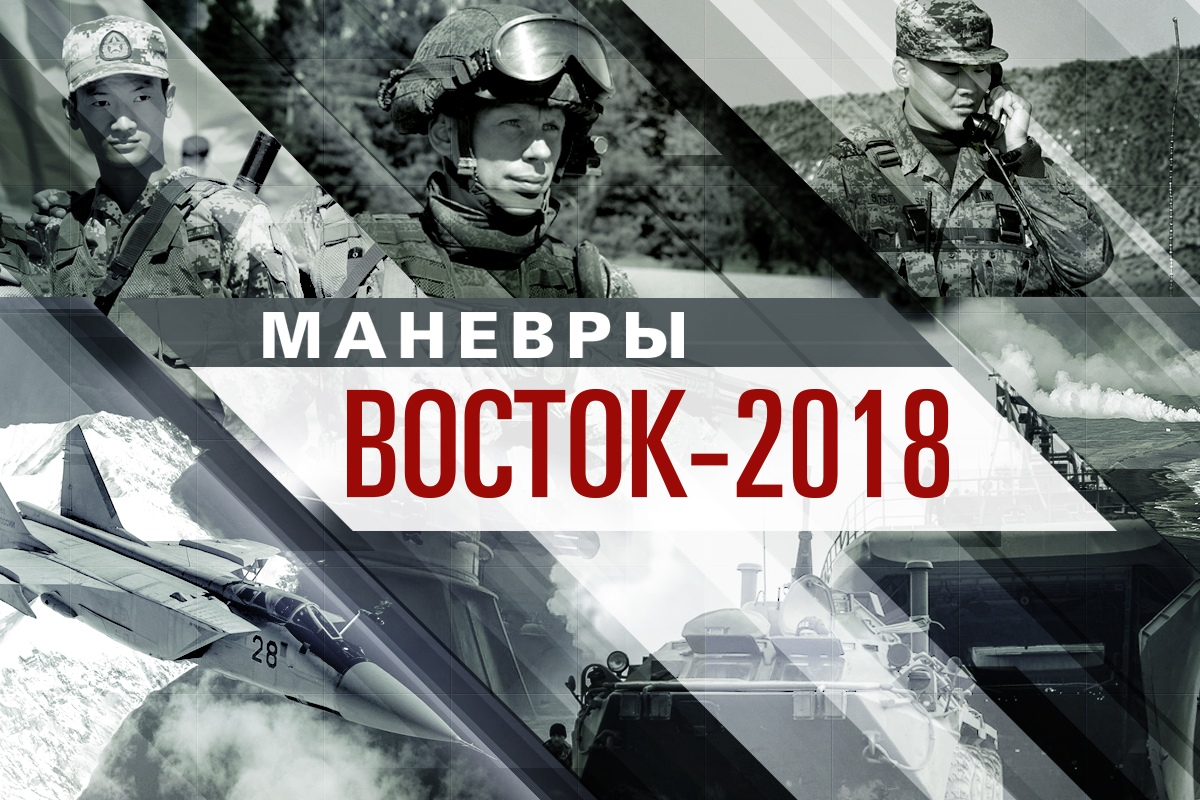
俄罗斯国防部为东方-2018多国联合军事演习准备的海报(俄罗斯文)

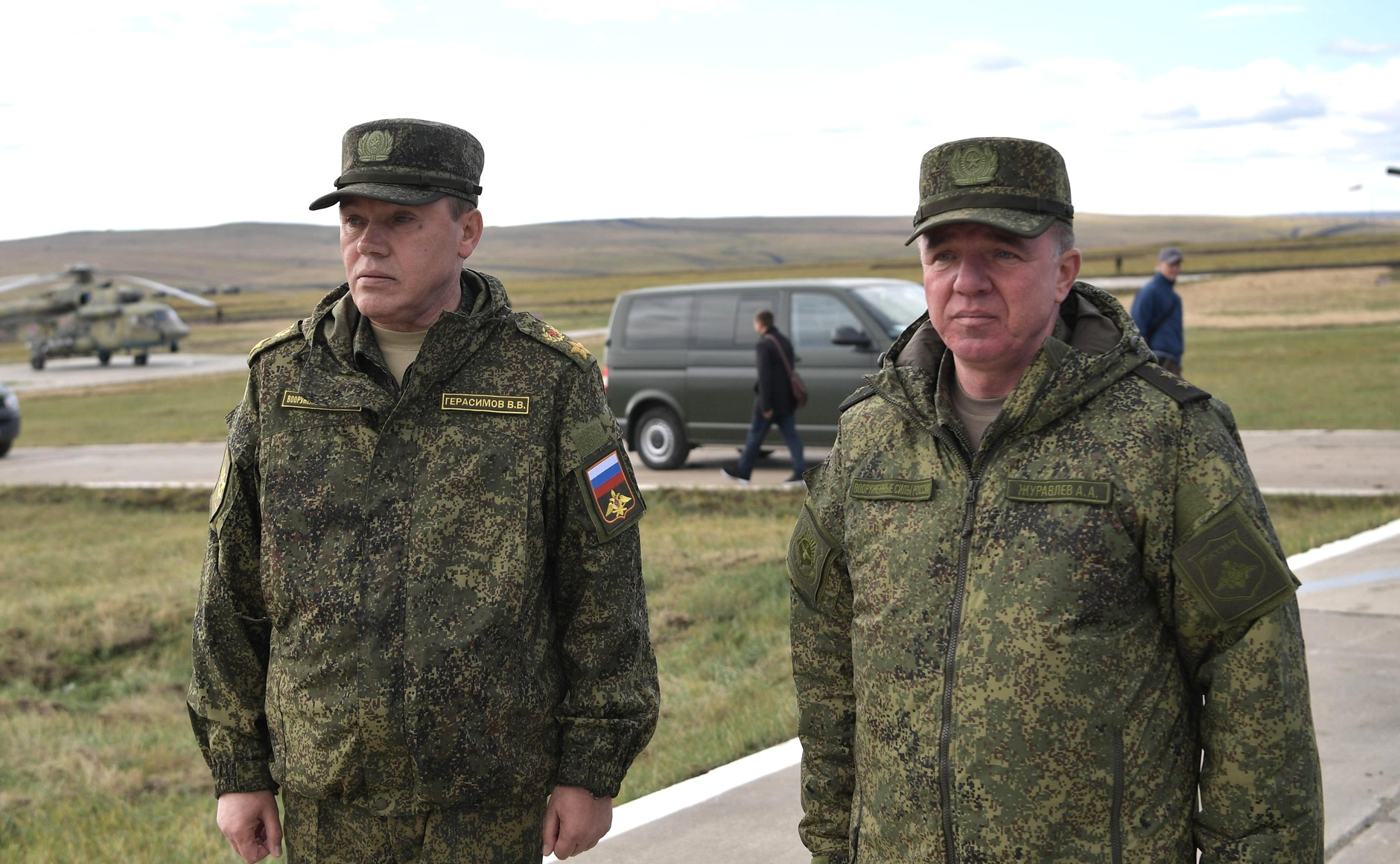
俄罗斯总参谋长瓦列里·格拉西莫夫将军与俄罗斯 东部军区司令亚历山大·朱拉夫廖夫上将在演习中的照片。

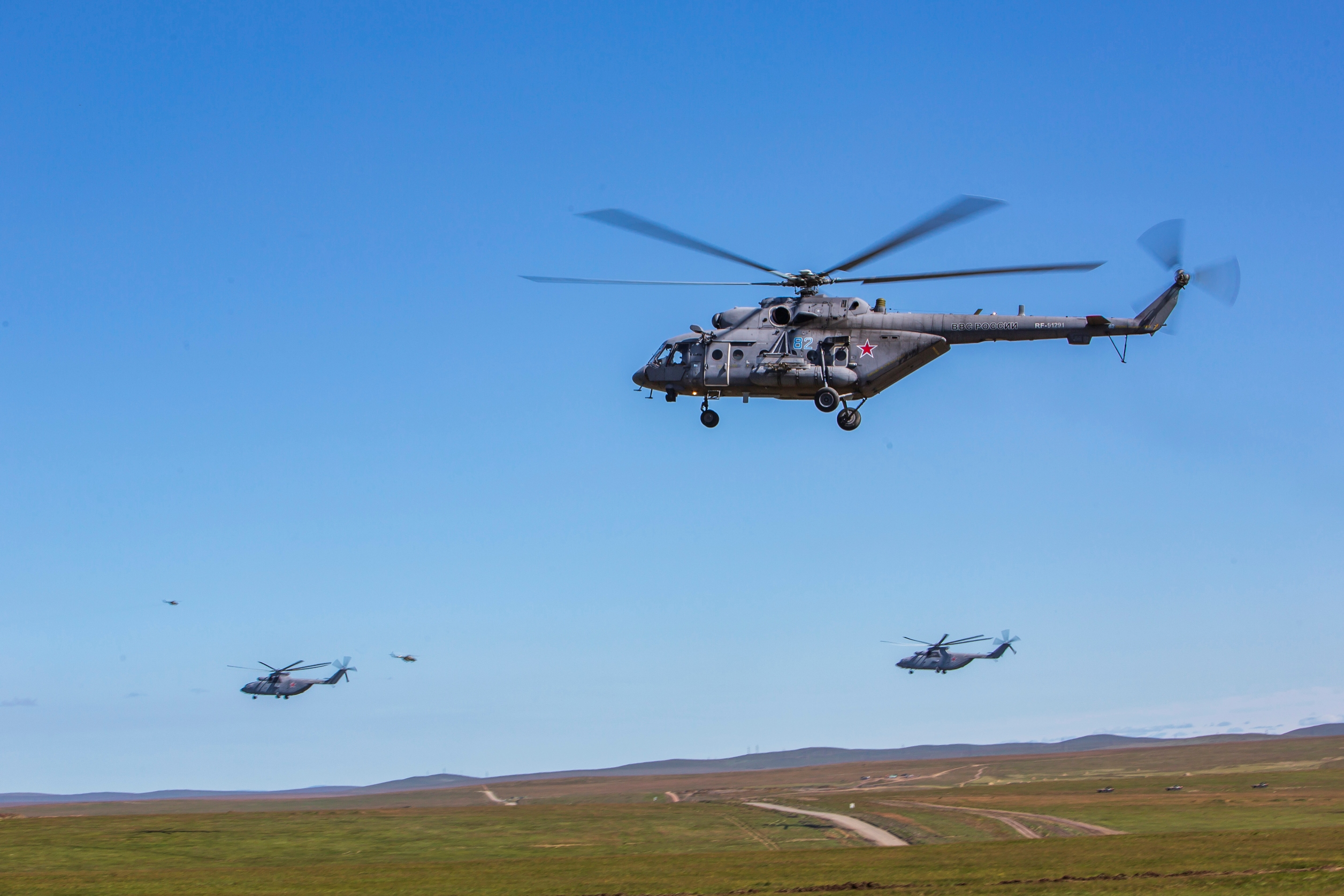
一架俄罗斯Mil Mi-8直升机

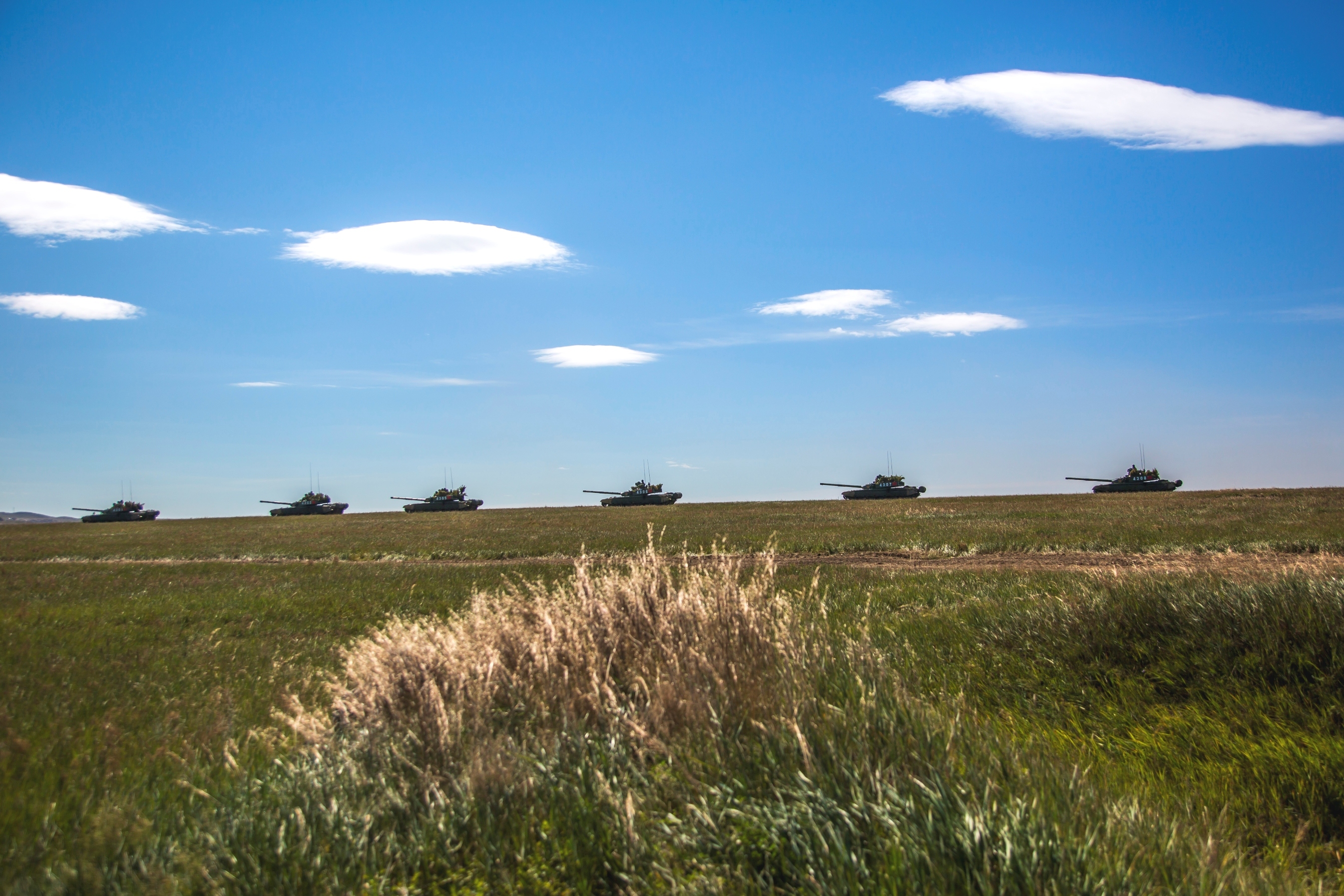
中国96式坦克 （主战坦克）

Vostok 2018 （直译：East 2018 '东方 2018'）是俄罗斯的一次大规模军事演习，于 2018 年 9 月 11 日至17日在东部军区整个西伯利亚和俄罗斯远东地区举行。  演习涉及来自陆军、空军和海军的不同军事单位。 中国和蒙古两国也参加了东方系列演习，成为首批参加东方演习的前苏联以外国家。   

## 东方系列军事演习历史
2018 年 8 月下旬，俄罗斯国防部长谢尔盖·绍伊古表示，此次演习将是自 1981 年苏联举办Zapad-81以来在俄罗斯举行的最大规模的演习。1981年的萨帕德（Zapad）演习涉及约10万至15万士兵，是苏联解体后规模最大的军事演习。绍伊古 后来报道说，将有近 300,000 名士兵以及 36,000 辆车辆和 1,000 架飞机参加演习。   80艘军舰也参与了演习。东方2018是该地区上一次演习东方2014规模的两倍。 
时任俄罗斯国防部长谢尔盖·绍伊古（Sergey Shoygu）对外媒吹嘘说：“想象一下，有 36,000 辆军用车辆同时机动：包括坦克、装甲运兵车、步兵战车——当然，所有这些都是在接近实战条件下进行的演习。” 
国防部副部长亚历山大·福明上将报告说，来自57个国家的91名外国观察员将参加演习。 东方 2018 年发生在俄罗斯与西方关系恶化的时期。 
中国和蒙古也参加了这次军事演习。中国人民解放军约3500人参加。 
演习前，北京方面报道说，其参演部队将参加外贝加尔湖地区的楚戈尔训练场的演习。 中国的参与是为了改善中俄军事关系，也为了降低中方对演习的怀疑态度
在演习之前，有些报道称俄罗斯武装部队和人民解放军将就叙利亚内战的作战经验分享信息。 

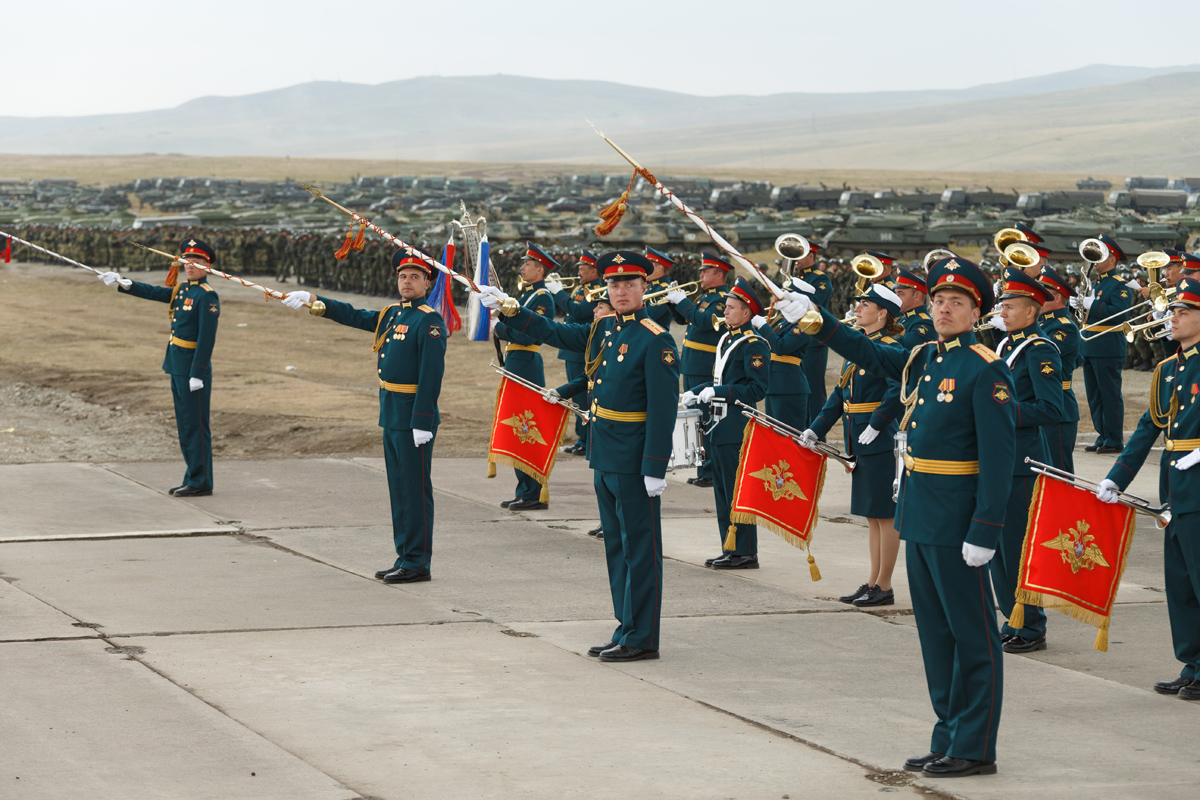
俄罗斯联邦东部军区军乐队在东方2018年开幕式。

俄罗斯总统普京在符拉迪沃斯托克出席东方经济论坛后参观了演习。 